# École Militaire
École Militaire (fra.Vojna škola) veliki je građevinski kompleks u kojem je smještena vojna škola. Nalazi se u Parizu, jugoistočno od Champ de Marsa.
Škola je otvorena 1751. na inzistiranje Madame de Pompadour i uz podršku kralja Luja XV. Prvotni naziv bio je École royale militaire (hr. Vojna kraljevska škola). Podignuta je na lijevoj obali Seine, nedaleko Hôtel des Invalides. Objekt je dizajnirao dvorski arhitekt Ange-Jacques Gabriel, a njegov nasljednik, Alexandre-Théodore Brongniart, je nastavio projekt. 

## Vanjske poveznice
- Službene stranice  Arhivirana inačica izvorne stranice od 14. rujna 2008. (Wayback Machine)